# テオドール・エステン

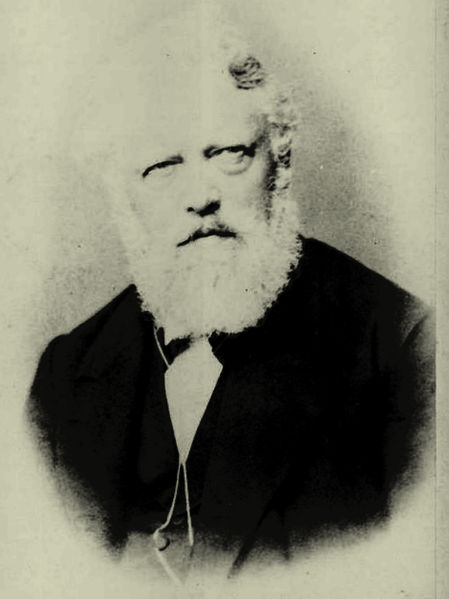
テオド－ル・エステン

テオドール・エステン（または英語読みでオースティン。Theodor Oesten、1813年12月31日 ベルリン - 1870年3月16日 ベルリン）は、ドイツのピアノ教師で作曲家。数々の歌曲や声楽曲で成功をおさめた。

## 人物・来歴
エステンは、早くも子供の頃から、フュルステンヴァルトの街中の音楽家について、様々な管楽器や弦楽器の演奏を覚える。19歳でベルリンに行き、ボーマー、ルンゲンハーゲン、シュナイダー、A.W.バッハらに作曲を師事する。修業を了えると、ベルリンで引く手あまたのピアノ教師として活動を始める。
1843年に、ロンド《ことし初めてのスミレ "Les premières violettes"》を、流行の感傷的な趣味によって創り出し、大成功をおさめる。その後も単純にまとめられたサロン小品を創り続け、聴衆に歓迎された。現在では、《アルプスの鐘 Alpenglocken》《アルプスの夕映え Alpenglühen》《人形の夢と目覚め Dolly's Dreaming and Awakening》《花売り娘》などによって名を残している。

## 主要作品

### ピアノ曲
- アルプスの鐘
- アルプスの夕映え
- 人形の夢と目覚め

他